# Berliner Original
Als Berliner Originale und Typen werden sowohl Einzelpersonen als auch ganze Berufsgruppen bezeichnet, die sich auf populäre Weise mit ihrem – den Berlinern zugeschriebenen – ausgeprägten Selbstbewusstsein und ihrem schlagfertigen urbanen Witz besonders hervortun.

## Geschichte

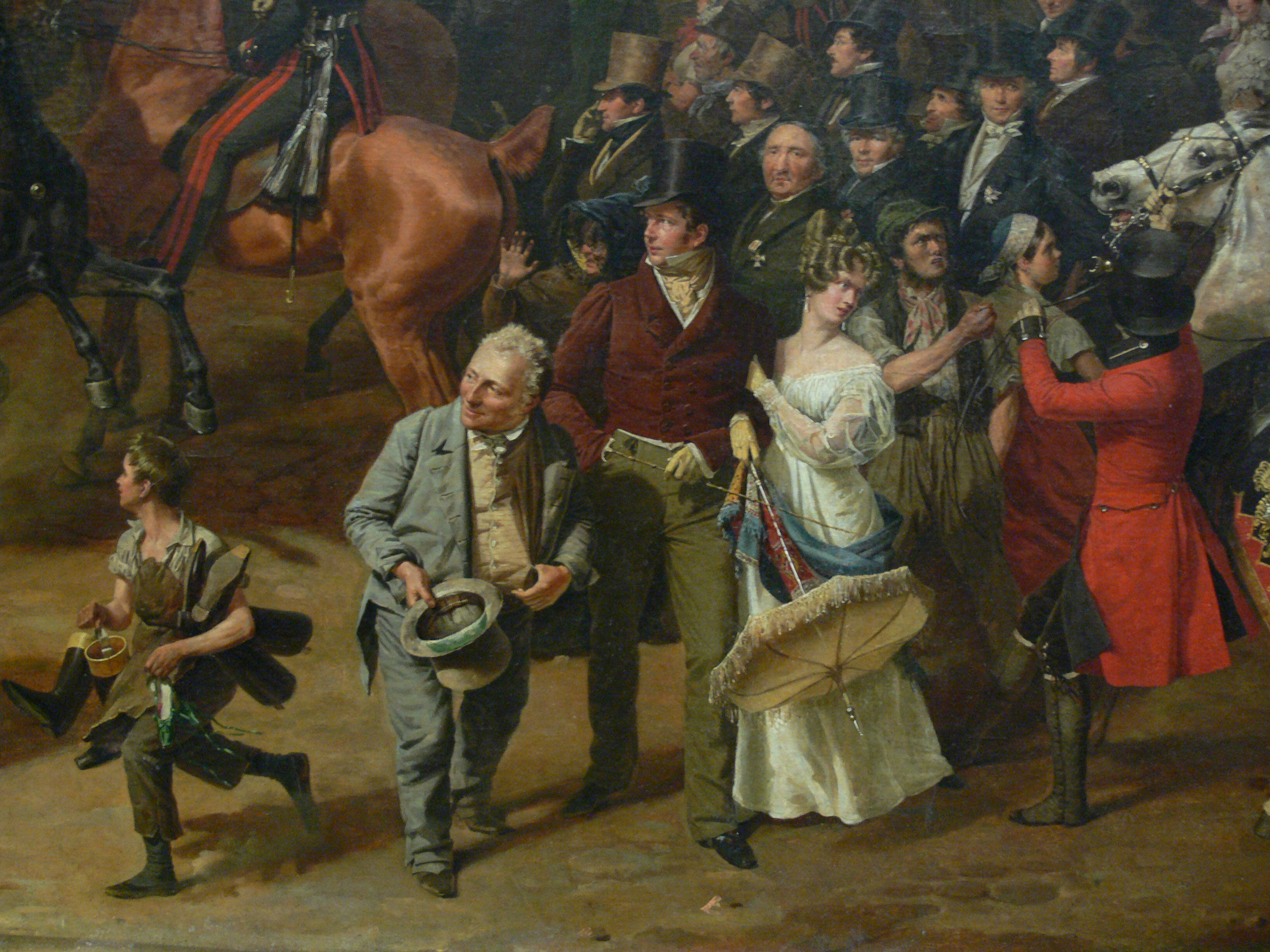
Schusterjunge und Theaterfriseur Johann Friedrich Warnick (im hellen Anzug) auf Franz Krügers Parade auf dem Opernplatz (1832)

Neben den unverwechselbar mit Berlin und ihren Bewohnern verbundenen bekannten Personen zählten bis zum Ende des 19. Jahrhunderts vor allem die kleinen Händler, Schusterjungen, Laternenanstecker, Nachtwächter, Sandjungen, Marktfrauen, Fischweiber, Kohlenfritzen, Holzhauer und Droschkenkutscher zu den typischen Berlinern. Selbst der Leichenbitter wurde dazu gezählt, das war ein in eine altmodische Phantasieuniform gekleideter Mann mit einem Trauerflor am Arm. Er hatte Hinterbliebene mit Worten zu trösten, wobei auch meist ein Schnaps dabei war, außerdem ging er vor dem Leichenwagen her und „lud zur Leiche“, zum Beispiel mit folgenden Worten: „Ach ja, ihm is wohl“ oder „trösten Se sich Madammeken, Jott hat ihn retour jenommen“. Zu den vertrauten Berufsgruppen gehörten außerdem „Der Lampenputzer“, der Theaterfriseur Warnick, „Bimmel-Bolle“ als Milchwagen-Kutscher, „Der Wurstmaxe“ sowie der „Leierkastenmann“.

## Charakter

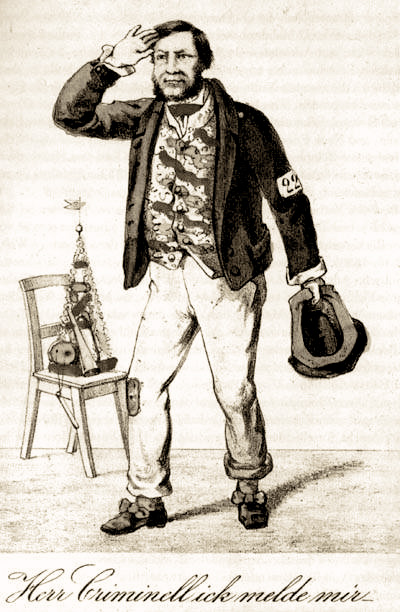
Frontispiz zu Eckensteher Nante im Verhör von 1833

Eine vermeintlich eingehende Beschreibung des Charakters der Berliner findet sich in Meyers Konversationslexikon des 19. Jahrhunderts und in Mit Berlin auf du und du:

„Der Charakter der Berliner läßt sich schwer bestimmen, da im Lauf der Zeit die verschiedensten Elemente durch Zuzug von Fremden Platz gegriffen haben. Nach statistischen Berechnungen fließt in den Adern der Berliner 37 Proz. germanisches, 39 Proz. romanisches und 24 Proz. slawisches Blut. Aus dieser Mischung und den gegebenen Verhältnissen entwickelte sich mit der Zeit der eigentümliche Typus des Berliners, der all die guten und schlechten Eigenschaften der verschiedenen Nationalitäten, Rassen und Stämme in sich vereint: die Ausdauer, Zähigkeit und Gemütlichkeit des Deutschen, aber auch das Phlegma, die Schwerfälligkeit und Rechthaberei des Germanen; die Tapferkeit, Leichtlebigkeit und den Esprit des Franzosen, aber auch gallische Heißblütigkeit, Eitelkeit, Großsprecherei und Rauflust; die Anstelligkeit, Sprachfertigkeit und schnelle Fassungsgabe der Slawen, aber auch ihre Sorglosigkeit, Launenhaftigkeit und Genußsucht. Von Natur ist der Berliner gutmütig, leicht gerührt, in hohem Grad wohlthätig und unter Umständen großer Opfer fähig. Dagegen ist er ebenso leicht aufbrausend, zum Streit geneigt, rechthaberisch und spottsüchtig. Er kann keinen guten oder schlechten Witz unterdrücken; das »Nil admirari« [nichts anstaunen] findet unter den Berlinern zahlreiche Vertreter.“

Johann Wolfgang von Goethe erlebte in seiner Zeit den Berliner zum Beispiel so:

„Es lebt aber, wie ich an allem merke, dort ein so verwegner Menschenschlag beisammen, daß man mit der Delikatesse nicht weit reicht, sondern daß man Haare auf den Zähnen haben und mitunter etwas grob sein muß, um sich über Wasser zu halten.“

Hans Ostwald bemerkt in der Einführung zu seiner 1924 erschienenen, populär abgefassten „Berliner Kultur- und Sittengeschichte“:

„Unter den Zugewanderten stammte stets ziemlich die Hälfte aus der Provinz Brandenburg. Diese an den Havelseen und Spreeufern großgewordenen, auf dem dürftigen Sandboden und in den Heiden mühsam ihr Brot suchenden Menschen gaben den Teig für den kecken und verwegenen Menschenschlag ab, wie Goethe die Berliner nannte […] Zu ihnen kamen schon zeitig zahlreiche Franzosen und Juden. […] Daß die beiden Völker das Berliner Wesen beeinflussen mußten, ist erklärlich, wenn man berechnet, daß unter Friedrich II. fast jeder zehnte Berliner ein Franzose oder ein Jude war […] So erklärte sich denn der Hang zum Kritisieren ebenso aus der Blutmischung wie durch das verhältnismäßig harte Erwerbsleben. Der Berliner konnte nicht, wie die Bewohner anderer Weltstädte, auf der reichen Erbschaft alter Kulturen und den üppigen Erträgen großer Latifundien sein Dasein aufbauen […] So entwickelte sich bei ihm eine härtere, rauhere Form, unter der allerdings auch oft ein gemütvoller Kern herauszuschälen ist.“

## Originelle Typen

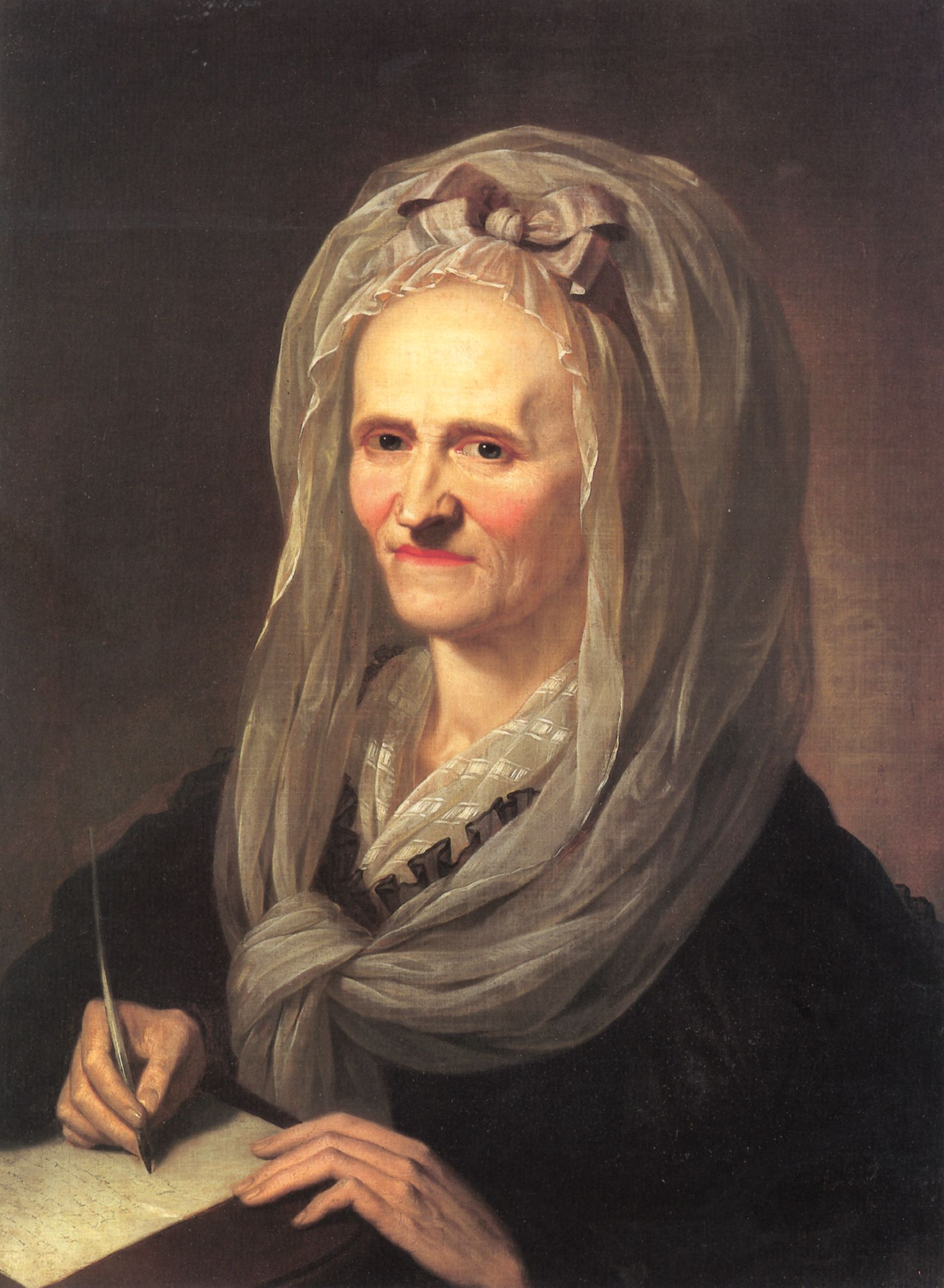
Die Karschin; Karl Christian Kehrer, 1791

Im 18. Jahrhundert hoben sich nur wenige Persönlichkeiten von der Masse ab. Eine zumindest eigenartige Person war in dieser Zeit die Volksdichterin Karschin. Sie hatte nach dem Siebenjährigen Krieg in ihrer improvisatorischen Art einem breiten Publikum gefallen, war aber in Berlin nach ersten Erfolgen kaum noch beachtet worden. Sie geriet in Armut, erhielt jedoch manche Zuwendungen. Eine Bewirtung konnte sie so fröhlich stimmen, dass sie den ganzen Abend lang mit typisch berlinischem Ausdruck improvisierte Gedichte von sich gab. Als ihr Friedrich II. auf eine Bittschrift hin zwei Taler schicken ließ, sandte sie das Geld mit folgendem Vers zurück:

„Zwei Taler gibt kein großer König;
Ein solch Geschenk vergrößert nicht mein Glück.
Nein! es erniedrigt mich ein wenig;
Drum geb' ich es zurück.“

Auf Jahrmärkten und Plätzen waren es bis zum Ende des 19. Jahrhunderts die Moritatensänger und die Ausrufer vor den Schaubuden, unter denen manch origineller Kauz mit seiner großen Klappe und seiner von verdrehten Formulierungen strotzenden Ausdrucksweise auffiel. Das richtige Berliner Mundwerk hatten auch die Droschkenkutscher, die mit ihrem Kremser am Brandenburger Tor anhielten und die Vorübergehenden laut und aufdringlich zu einem Ausflug nach dem idyllischen Charlottenburg überreden wollten: „Herr Baron, fahren Sie mit; es fehlt nur noch eine lumpige Person!“ Kurt Tucholsky ging mit dieser Art 1920 herb ins Gericht: „[…] wir alle kennen ja den bekannten Typ des ‚Berliners‘ im Felde, der das größte Mundwerk der Kompanie aufzuweisen hatte, und alle seine Aussprüche, auch die plattesten, so tat, als sagte er damit den besten Witz der Weltgeschichte.“

## Originale
Bei aller Originalität des Menschenschlags waren und sind wirkliche Berliner Originale vergleichsweise selten. Diese wenigen wurden und werden schon zu Lebzeiten und auch nach ihrem Ableben unverwechselbar mit Berlin und der Berliner Art in Verbindung gebracht. Hier einige der bekanntesten:

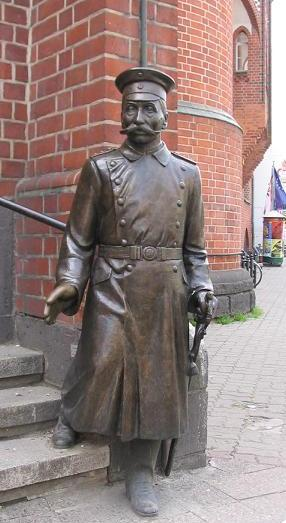
Der Hauptmann vor dem Rathaus Köpenick

Der Schuhmacher Friedrich Wilhelm Voigt erlangte als „Hauptmann von Köpenick“ Berühmtheit, als er zu Beginn des 20. Jahrhunderts Geld aus der Stadtkasse in Köpenick an sich bringen wollte. Die erwarteten zwei Millionen Mark waren aber nicht im Tresor und so „erbeutete“ er lediglich 3557,45 Mark, die man ihm auch noch freiwillig ausgehändigt hatte. Das geschah am Nachmittag des 16. Oktober 1906. Nachdem 3000 Mark Belohnung ausgesetzt waren, verriet ihn sein ehemaliger Zellengenosse und so wurde Voigt am 26. Oktober 1906 um 7 Uhr früh in der Langen Straße 22 (am Ostbahnhof gelegen) verhaftet. Gelingen konnte das Ganze nur, weil er die Uniform eines Hauptmanns des 1. Garde-Regiments zu Fuß anhatte (Adel), des „vornehmsten Regiments der zivilisierten Christenheit“ und eine Mannschaft von zehn Gardefüsilieren. Er wurde zu vier Jahren Gefängnis verurteilt, wovon er wegen Begnadigung nur 20 Monate absitzen musste. Bei seinem Coup ließ er unter anderem den Bürgermeister, Georg Langerhans, und den Stadtobersekretär verhaften. Die Aktion des falschen Hauptmannes wurde allgemein als Satire auf den Zeitgeist mit seiner übertriebenen Autoritätsgläubigkeit verstanden und war ein gefundenes Fressen für die gesamte Berliner und internationalen Presse. Den Dichter Carl Zuckmayer hat die „Köpenickiade“ zu seiner 1931 geschriebenen Komödie Der Hauptmann von Köpenick, die eine Anklage gegen die Glorifizierung der Uniform war, angeregt. Seit dem 15. Oktober 2006 (Uraufführung in Köpenick) gibt es ein neues Theaterstück, das die wahre Geschichte des Lebens von Wilhelm Voigt zum Gegenstand hat: Das Schlitzohr von Köpenick von Felix Huby und Hans Münch, ein Kabinettstück für einen Schauspieler in 15 Rollen.

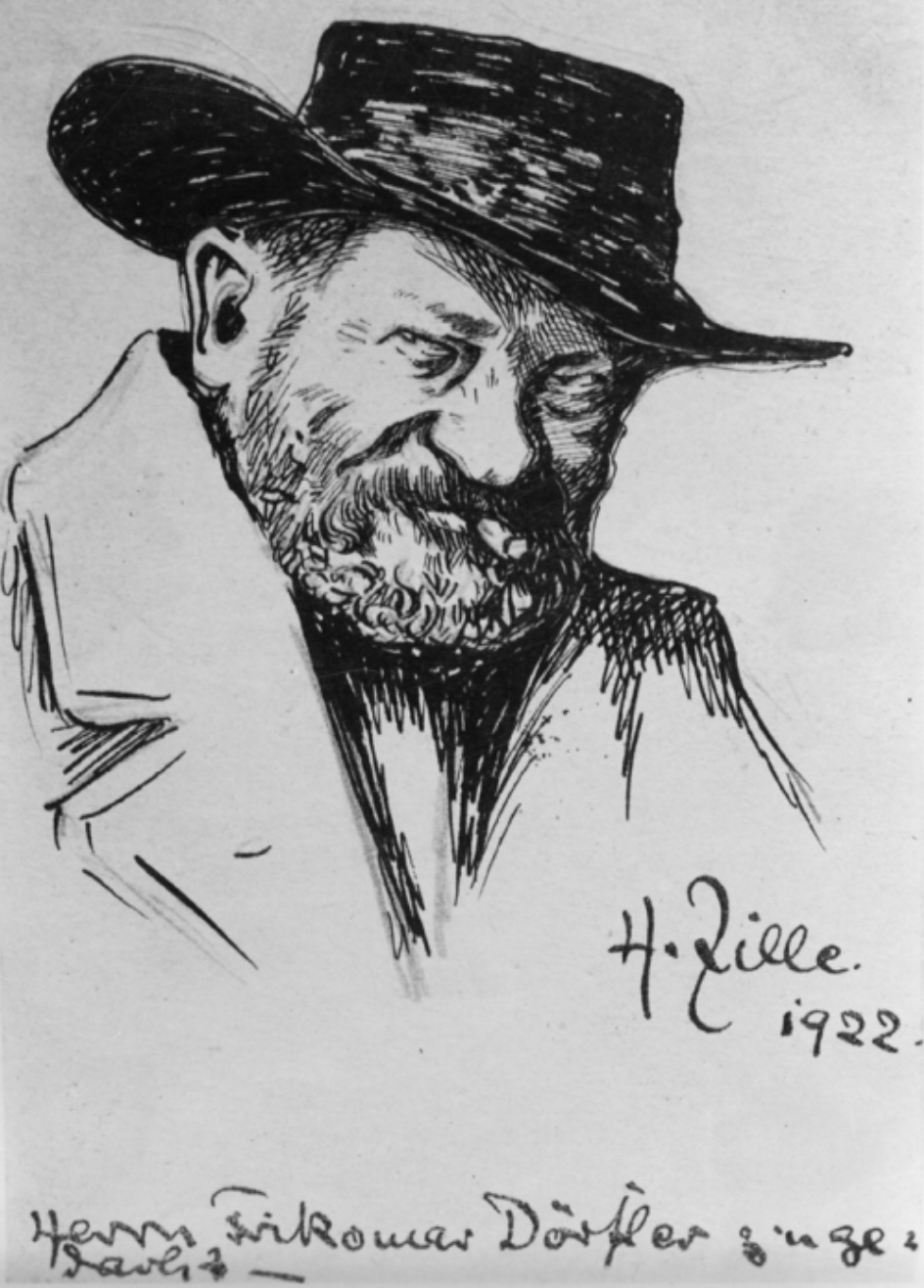
Selbstporträt Heinrich Zilles, 1922

Der von den Berlinern liebevoll „Pinselheinrich“ genannte Zeichner Heinrich Zille war zu Beginn des 20. Jahrhunderts der populärste Künstler der Stadt. Er lebte hier, und die Vielfalt seiner Milieubeschreibungen, Humoresken und Anekdoten sind eine Einheit von Bild und zumeist handgeschriebener Untertitelung, die nicht ortsgebunden ist. Es sind scheinbar leicht „dahingeworfene“ Studien, gepaart mit derben Dialogen in schnodderigem Berliner Jargon ohne grammatikalische Genauigkeit. Die Bildunterschriften sind dabei eher als Kommentare zu verstehen, die in ironischer, manchmal sarkastisch-makabrer Weise Zilles Blick in die Hinterhöfe und wilhelminischen Amtsstuben der Jahrhundertwende begleiten.
Aus dem Berlin des 19. Jahrhunderts gelten der „Eckensteher Nante“ und „Mutter Lustig“ als Originale. Die Bekanntheit als „Nante“ verdankt der Berliner Dienstmann Ferdinand Strumpf, der an der König- Ecke Neue Friedrichstraße seinen Standort hatte, dem Volksstück Eckensteher Nante im Verhör. Dieses Stück stammt von dem bekannten Schauspieler Friedrich Beckmann, der es nach einem Vorbild aus Adolf Glaßbrenners Groschenheft-Reihe Eckensteher 1833 auf die Bühne brachte. Beckmann hatte die Figur des Nante schon in dem 1832 aufgeführten Stück Ein Trauerspiel in Berlin von Karl von Holtei gespielt. Während Nante (Kurzform für Ferdinand) an der Straßenecke auf Gelegenheitsarbeit wartete, hatte er für alles und jedes ironische Bemerkungen und derbe Spottreden parat. Mit seinem typisch Berliner Witz wurde er zur Verkörperung des Berliner Volkshumors und zum stadtbekannten Original.

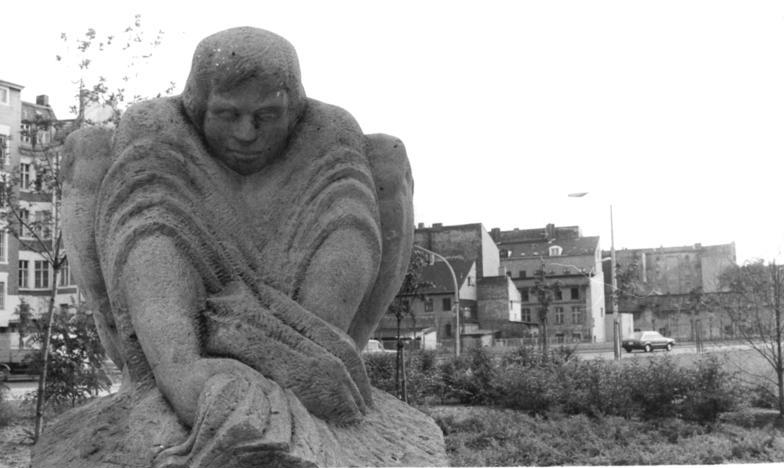
Denkmal für „Mutter Lustig“ in Berlin-Köpenick

Als „Mutter Lustig“ wurde die Wäscherin Henriette Lustig (1808–1888) bekannt. Sie gründete 1835 in Köpenick die erste Lohnwäscherei, aus der sich eine ganze Dienstleistungsbranche entwickeln sollte.
Nicht vergessen werden sollten die als „Mutter Gräbert“ bekannte couragierte Berlinerin Julie Gräbert, der Armenarzt Ernst Ludwig Heim sowie Marie Anne du Titre. Mutter Gräbert betrieb ein Possen-Theater und wachte hemdsärmlig darüber, dass die Gäste in den Theaterpausen auch genug konsumierten. Heim betrieb eine stadtbekannte Arztpraxis am Berliner Gendarmenmarkt, in der er arme Menschen häufig kostenlos behandelte. Mit feinem oder grobem Humor sagte er jedem ohne Standesunterschied geradeheraus seine Meinung. Du Titre war die Ehefrau eines sehr wohlhabenden Fabrikanten, die immer ein sogenanntes „großes Haus“ führte. In zahlreichen täglichen Lebenssituationen fiel „die du Titre“ durch schlagfertige Antworten auf, von denen viele überliefert sind.
In der Literatur sind als weitere Berliner Originale zu finden: die „Harfenjule“, „Onkel Pelle“, „Strohhut-Emil“, „Krücke“, „Big Helga“ und der als „Eiserner Gustav“ bekannt gewordene Droschkenkutscher Gustav Hartmann. Das offizielle Berlin-Hauptstadtportal erwähnt auch die „Orgel-Trude“, Gertrud Müller, die mit Schornsteinfegerkleidung und einem Leierkasten die Berliner unterhielt. Der Grabstein auf dem Kommunalfriedhof Mahlsdorf enthält die originelle Formulierung „Schornsteinfegerleierkastenmüllerin“.